# اندیس مزرعه سارم۱
مزرعه سارم۱ یک اندیس غیرفلزی است که در حوالی شهر رزن استان همدان قرار دارد و مادهٔ معدنی موجود در آن، باریت است.سنگ میزبان این اندیس آهک است  